# 櫻花樹下的小惡魔
《櫻花樹下的小惡魔》（日语：プラナス・ガール）是日本漫畫家松本智樹創作的校園愛情喜劇作品。松本智樹分別在2008年2月和同年8月，於史克威爾艾尼克斯發行的《GANGAN POWERED》上，兩次刊載1話完結的單篇作品。2009年4月，於同家出版社推出的《月刊GANGAN JOKER》創刊號（2009年5月號）上開始連載，並於2013年4月號完結。
在連載期間，史克威爾艾尼克斯還安排在其他自身經營的出版媒體上發表內容，包括2009年4月22日在《GANGAN ONLINE》上刊載的短篇作品，以及在《女裝少年Anthology》上收錄的外傳1.5話內容，並在2010年4月23日發行廣播劇CD。於2009年8月22日出版單行本第一卷，全6卷完結。作品也取得外國出版社的代理。

## 劇情簡介

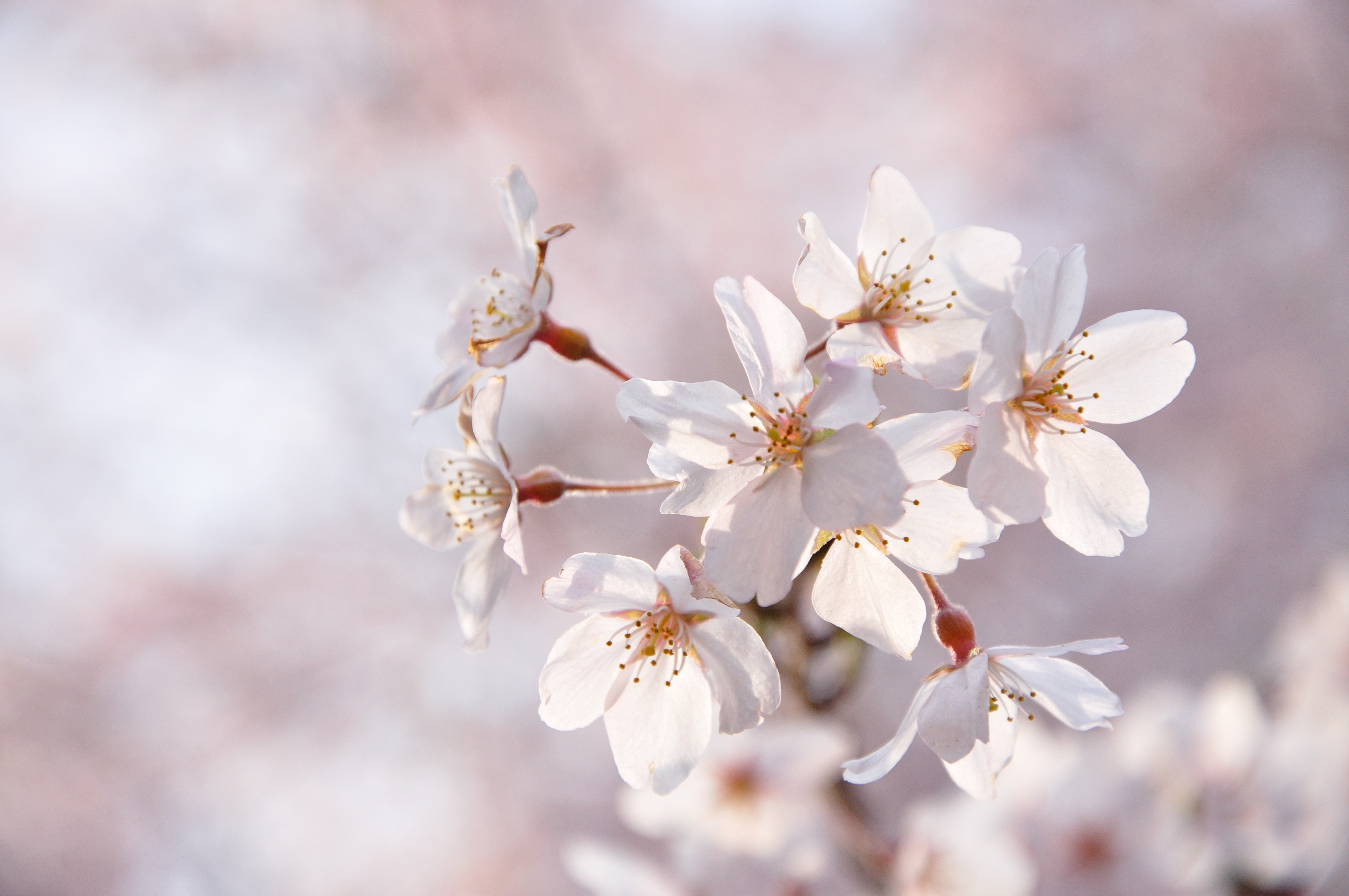
櫻花在《櫻花樹下的小惡魔》中，成為不時出現的元素。

故事主要發生的地點位於校園寬敞的私立綠乃丘高級中學，這間學校種有許多樹木，當中以豐富多樣的櫻花為主，學校也對於校園櫻花盛開的風景相當自豪。學校全學年共分成A、B、C、D四個班級，共計480人。每間教室最大收納40名學生，而文化社團比運動社團活躍。雖然學校僅收取合理的學費，學生宿舍全部是豪華的單人房，擁有一間房間、一間客廳、一間廚房和一間餐間。但儘管作品中也有提供學校機構的相關訊息，但並非故事主要主軸。
在故事中，槙是一名成績優秀且運動萬能的學生，雖然在女學生間有著極高人氣，但害怕怕麻煩的他只期望能度過平凡的高中生活。在前往私立綠乃丘高級中學查看入學考試的放榜結果時，他意外撿到一張被風吹走而遺失的准考證，因而與一位名叫藍川絆的美麗少女邂逅，並當場一見鍾情。在綠乃丘高級中學開學典禮後，同樣獲得錄取的兩人被分配在高中同個班級內。但藍川在第一天的班級自我介紹中，便親口向其他同學告知自己其實是男性。
在這之後，成績不好但擅長運動的藍川，雖然同樣受到學校男性和女性學生的歡迎，卻特別在意同班同學慎的生活行跡，且憑藉著極像女性的完美外表，經常以「小惡魔般」的言行舉動，來動搖慎的反應。儘管已經知道對方是男性的事實，但是藍川難以判斷性別的挑逗舉措，讓慎離自己曾經期望的「平凡日常生活」越來越遠。在第二學期開始前，藍川班上來了喜歡女孩子的女轉學生花坂紫苑。同時在暑假期間，槙仍持續陪著藍川打發無聊，開學後兩人繼續過著吵鬧的日常生活，期間還出現喜歡藍川的外校學生，但這讓兩人關係更加緊密。
在這之後，個性獨特的班長和學生會會長開始糾纏兩人。當事情暫告段落後，槙的初戀對象若草加奈卻追著紫苑轉學，槙和藍川因而得知紫苑與佳奈的過去關係。隨著綠乃丘高級中學的文化祭即將開始，為了準備活動的校園再度出現新的騷動。除了無論男性和女性都必須打扮成女僕的一年級A班咖啡廳外，藍川也因為學生會的活動而換上新娘服裝，卻在最後反而被許多學生追捕。在高中生活的第一年即將結束之際，槙的心情隨著冬天來臨有所變化。他最後承認對於藍川的愛戀情感，決定正面看待自己的感情，兩人戀情因而有所進展。

## 人物介紹

### 主要人物

漫畫內的主要人物，上面分別為槙蒔人（左側）和藍川絆（右側）；下面由左至右分別是笹木野賢、門山優、笹木野惠、朝倉麻美、橘音、若草佳奈、花坂紫苑。

槙蒔人（配音員：日野聰）
本作男主角。一年級A班學生。身高181公分。性格善良，非常喜歡孩童與貓。他平日沉默寡言，喜歡一個人悠閒舒適地獨處，不過國中時期更為沉默。他的身高高大，有著極高評價的帥氣容貌。他的學習成績優秀，熟悉絕大部分體育運動，排名總是在前幾名，因此在許多女性間非常受到歡迎。不過在戀愛方面，他基本上非常遲鈍保守，也非常討厭麻煩，過去拒絕所有向自己告白的人。
槙蒔人前往私立綠乃邱高級中學查看錄取名單時，因為偶然撿到被風吹走的准考證，因緣際會下與藍川邂逅，並對眼前的美少女一見鍾情。後來兩人成為同班同學，不過因為藍川在班級自我介紹時，稱呼自己其實是男性，槙在得知此事後，感到極為震驚。本來他一心期望過著「平凡日常生活」，但由於藍川不斷在身旁出現一連串的「小惡魔般」言行舉止，反而讓他每天被藍川牽引著走。最後實際的學校生活，與槙自己的理想差異越來越大，但他本人對藍川也非常沒轍。
他在學校男性宿舍獨自生活。慣用手為右手，手工精巧並且擅長家務，特別是有著極為優秀的料理廚藝，甚至可以準備製作蛋糕，因而被其他朋友表示「太賢慧」。而在家人部分，在故事中只出現過母親寄送簡訊的情節。
他通常被絆簡單稱呼為「槙同學」（槙くん），且直到在單行本第六集的附錄頁中才提到本名為「槙蒔人」，不過本名並沒有在作品中出現過。此外他國中的綽號是「槙槙」（まきまき），在故事中則是由被紫苑洩漏出去。
藍川絆（配音員：南條愛乃）
暱稱是「小絆」，本作女主角。一年級A班學生。身高156公分，體重46公斤左右，本人意外地害怕搔癢。外表不管怎麼看都是美少女，性格開朗且擅長交際。雖然他自稱自己是「男性」，但不論在學校還是平時都身穿女性服飾，外表和聲音也是女性模樣。穿著女裝的理由是因為「覺得這種打扮最符合我自己的風格」。實際上在查看錄取名單時，他第一次見面便對槙一見鍾情，且持續存在著好感，而這也成為他繼續穿著女裝的理由。
由於綠乃丘高級中學的學校等級很高，藍川在此不擅長念書，因而成績不佳，不過他本人聲稱國中時期的成績極好。不過國中便就讀該學校的內部生笹木野賢，曾表示綠乃丘高級中學是國中和高級中學一貫教育的學校，考上這間高級中學和其他學校相比，存在著好幾倍的難度。不過藍川的運動神經極佳，非常擅長體育運動。
雖然他本人一開始便明確表示自己是男生，且多次強調自己穿著的是女裝，不過故事中並未描繪出明確的身體證據證明。不過在單行本第四集和外傳第1.5話的故事內容中，則提到學生證上標記「男性」。雖然在故事中，藍川大多是以穿著女性學校制服現身，但也曾借穿槙的男性學校制服上學，並隨後引起校園騷動，他也表示自己其實有準備男性學校制服。
除了因為本身是男性而能通曉男性心思外，他跟女性也相當能交談，可愛的外貌在男性和女性間都有著極高人氣，這讓他在校園內大受歡迎。在剛入學時，就被當成校園偶像看待，學校內部還組成非正式的粉絲俱樂部。憑藉著可愛的外表和實際上是男性的特點，他經常以「小惡魔般」的言行舉止作弄慎；他並自稱在槙面前是女孩子，經常有非常主動且沒有防備的舉動，不過槙對於藍川也極為真誠地信賴著。
其父親是建築設計師，母親則是服裝設計師，由於兩人都在義大利生活，因此實際上借住在姑母家中。但他經常以各種理由進入槙的房間，有時便直接在該處過夜。包括料理和家務等全都都不擅長，因此被慎形容「在奇怪的地方還真是像個男人」。不過他是槙下廚時的極佳幫手，其他朋友在槙的房間舉辦耶誕晚會時，看到兩人互動情況便曾評論「根本就是夫妻（？）了吧」。
花坂紫苑（配音員：生天目仁美）
慎在國中時期的同學。慣用手為左手。在國中時，兩人便長期維持類似對手般的關係。她曾經自稱自己是慎的情敵，並搶走他的暗戀情人若草佳奈；不過實際上是加奈向她告白後，兩人才成為情侶。她在一年級第二學期時，轉入慎和藍川所在的綠乃丘高級中學A班，並在學校暑假期間的返校日首次出現。
她在在學校第一次自我介紹時，就相當驕傲地公開宣布自己是女同性戀，對於自己喜歡女性也從不避諱，慎本人在國中時期就已經知道此事。在與慎的相處中，她本人雖然對於慎並無戀愛情愫，不過在男性中最喜歡的人就是慎，並把他視為極為要好的朋友看待。她也承認慎是難見的優秀男性，曾說如果慎向她告白時，可以嘗試與他交往。
由於性格開朗且待人友好，因此在男性和女性間都有著相當的人氣。尤其她在女性中廣受歡迎，甚至可以趁機調查女性同學的胸部大小排名。雖然她本人是女孩子，但因為戀愛對象僅限於女性，所以拒絕所有男性因為誤會而進行的告白。
若草佳奈
槙和紫苑在國中時期的同學。一年級C班學生。她是槙的初戀對象，然而本身是女同性戀。與紫苑原本聲稱的戀情發展不同，實際上是加奈自己向紫苑告白，兩人之後才開始約會，並發展成戀人關係。在國中畢業後，她原本和紫苑就讀同一所高級中學。但因為加奈父親抗議的緣故，紫苑為了避免自己女朋友的家庭關係崩裂，自行決定要離開加奈身旁，並選擇切斷所有聯繫，但加奈仍然執意跟著紫苑轉學至綠丘乃高級中學就讀。在歷經波折並成功說服紫苑後，兩人重新複合成為戀人，且馬上住在同間宿舍房間。
其性格相當直率，且十分願意表達自己的感受。加奈的父親是一家大型企業集團的執行長，由於是唯一一名女兒，使得其父親希望女兒能夠結婚，並由新郎擔任繼任者，因此長期強烈反對佳奈與紫苑的交往。對此加奈則表示自己將永遠不會結婚，並會與紫苑渡過終身。後來獲得加奈父親與母親認可後，加奈和紫苑兩人舉辦結婚典禮。而在經歷許多事情後，則交由紫苑負責管理若草集團。

### 班上同學
門山優
慎的朋友。父母親在海邊開設旅館。本身是籃球社成員。
雖然個性輕浮且極為喜歡女性，不過本身並不受到歡迎。即使知道絆是男性後，也以可愛這個理由而絲毫不在意此事，甚至認為不需要理會絆屬於男性或女性，而持續設法與之親近。明明自己尚未成年，卻在第2話短篇結尾部分喝酒。
雖然被慎和笹木野叫做笨蛋，也經常要求慎提供功課拿來抄寫，然而他的成績表現卻意外不錯。之後在一般的大型企業工作，並在工作方面十分能幹。
笹木野賢
慎的朋友。惠的雙胞胎弟弟。在所有主要角色中最具有常識者，有時會吐槽其他人；由於能力極強且可靠，慎也會找他商量事情。另外頭腦分析能力好像也不錯，有時會充當參謀人員的角色。他的學業成績也極為優秀，不過文科成績部分則表現較差。
佐東春子
在第一次的1話短篇版本中出現。對於慎抱持好感，曾經嘗試藉由搬運講義的方式來促成兩人成為朋友，但博取慎好感的計畫最後仍宣告失敗。之後她則變成一名戴著眼鏡的腐女，沉迷於觀看慎和絆之間的交往組合。另外她似乎也能接受百合內容，曾經因為看到紫苑與佳奈間的現實女同性戀交往而感到興奮。
不過在她成為腐女之前，實際上是外貌不錯的美少女。她也因而放棄從事模特兒工作，而改當漫畫家，另外她還能夠手工縫製精巧且質量極高的男性與女性服飾。後來她成為出乎意外地成為暢銷漫畫家，作品領域擴及至少年漫畫，並在自身喜愛的領域也廣受歡迎，偶爾還會擔任模特兒工作。
朝倉麻美
好友三人組的一員。朝倉靜哉的妹妹。頭上別著髮夾。她與絆有著極佳的友誼關係，會跟後者商量戀愛事情，而喜歡的對象則是慎。
她的個性且安靜害羞，性格較為軟弱，且膽子極小。不過時常都被其他人無視。往後像平常人般感到煩惱和獲得幸福。
橘音
好友三人組的一員。3個人當中最喜歡說話的一個。經常會戲弄麻美。她是活潑開朗的女孩，且個性極為堅強，特色是貓眼和直髮。
雖然一開始自己並沒有發覺，但之後開始展現出女同性戀的氣質，並逐漸喜歡上紫苑。但是因為紫苑的戀人歸來，使她尚未告白就已經失戀。不過她仍為自己喜歡女性這點感到驚慌。後來到了大學時期則有女朋友，而對象與紫苑和加奈都有些許相似之處。
笹木野惠
好友三人組的一員。頭上戴著髮箍。雖然個性看似單純，其實比少女三人組的其他兩人成熟。
她是笹木野賢的雙胞胎姐姐，並和賢同一個班級。不過卻被賢當成需要照顧的孩童看待。實際上她則偷偷對賢抱持著弟弟以上的感情。
八乙女塔子
成績優秀的A班班長，且在一年級就兼任學生會副會長的優等學生。但極為性格奇怪，總是不知道正在思考什麼東西，某種程度上也讓人難以理解她的真面目。平常會配戴眼鏡，頭髮左側則固定戴有髮夾。
她以異性身份對於慎抱有好感，不過並不想跟他發展成男性和女性間的交往關係。她曾經在某日放學後向慎告白，但在表示不打算交往後便馬上離去。之後她則表示是考量成為「積極進行不健全異性交往的副會長」觀感。另外她也對於絆持有好感，曾表示想把絆帶回家，並幫其換上各式各樣的衣服。同時她也曾提到對女性之間的親吻有點興趣，突然允許親吻的舉措反而一度嚇跑紫苑。
她外表總是面目表情，然而言行卻則是十分直接，往往會思考到什麼東西便直接表達，這點有時造成別人困惑。不過這並非僅僅是個性太過坦率，而是因為不想用謊言欺瞞別人。其實她無論是何人都會非常喜歡，尤其是特別喜歡學校。之後她則和學生會會長內藤一起勸絆和槙加入學生會。

### 其他角色
内藤克里斯
學生會會長。名字不明。配戴眼鏡。堅持稱呼自己為「克里斯」（クリス），並要求其他人也要如此稱呼。言辭和行為都充滿其獨特個性。不過包括長髮、配戴手套、穿著白色制服等外貌，實際上都完全違反校規。不過因為許多學生覺得他「很有趣」，使其仍在學校間仍然廣受歡迎，甚至也讓老師默認這幅打扮。
他的性格和學生會副會長八乙女一樣奇怪，但是非常熱情，且希望能夠馬上達成目的。他和八乙女都打算強行讓在學校學生中格外受到歡迎的慎和絆加入學生會，並曾有多次行動。
朝倉靜也
學生會副會長。麻美的哥哥。配在眼鏡，外貌上為標準的優等學生模樣，性格正常。經常會教訓學生會會長做出的一些獨特作為，並實際上與同是學生會副會長的八乙女共同負責學生會的實務工作。
仙人老師
私立綠乃丘高級中學的化學教師，經常有些無法吐槽的作為。其中他將乾冰稱為「仙人玉」，並把乾冰扔到水裡稱呼為「霞隱之術」。
神高絢子
私立綠乃丘高級中學的教師。給人感覺極為嚴厲。她曾和亂橋蘭共同就讀私立綠乃丘高級中學，並在12年前擔任學生會副會長。當年和亂橋都屬於優等學生生，不過他則屬於努力派學生。雖然表面上經常吐槽亂橋的不正常行為，私底下和亂橋是女同性戀戀人關係。
亂橋蘭
私立綠乃丘高級中學的代理理事長。過去和神高絢子都是優等學生，不過屬於天才派，不需努力就能夠取得好成績。12年前則擔任綠乃丘高級中學的學生會會長，在畢業後立刻環遊世界各地，並長達超過1個星期。而在當上代理理事長後，她也經常出國。返回學校時經常穿著學校制服。她和神高是女同性戀戀人關係。
荻長阿姨
私立綠乃丘高級中學原本的理事長，在12年前將理事長室改成學生會室，之後一直在學校裡打理園藝。

## 創作發想

由於不擅長直接描繪對稱的臉部，使得松本智樹往往必須借助大量的輔助線協助構圖。

2006年，《櫻花樹下的小惡魔》的作者松本智樹在獲得史克威爾艾尼克斯漫畫大賞得獎後，曾接連數次在漫畫雜誌上刊載，但也逐漸面臨困難。其中松本智樹的得獎作品實際上也是其第一次創作的漫畫，當時不會描線的他甚至是用Adobe Photoshop的貝茲曲線描線，該部得獎作品後來也未在雜誌上刊載。因此當時仍在念書的他在得獎後，必須重新學習草稿、沾水筆等練習。雖然責任編輯曾提供遊戲漫畫化並連載的計畫，但在投入半年的準備後，仍然未獲得連載機會。
由於超過1年以上沒有新的雜誌刊載，使得松本智樹開始對現狀感到焦慮，並不斷將所能想到的草稿提交出去。其中女主角為女裝角色藍川絆的設定，則是他原本認為總有一天必定會使用的角色設計。在認為有可能引起風潮後，他便將從原本女裝少女角色草圖發想出來的《櫻花樹下的小惡魔》故事畫成草稿，並跟其他戰鬥故事草稿共同傳送給責任編輯審查。結果責任編輯對於《櫻花樹下的小惡魔》的角色設定非常有好感，而同時間送過去的戰鬥故事完全遭到無視。
而在漫畫的創作部分，松本智樹創作則是同時採取手工繪製和數位修改的方式。其中通常會花費數個月構思故事大綱，而松本智樹個人習慣是在被窩中發想內容。在發想出臺詞或分鏡後，便會開始繪製交給編輯審查的草稿。在經編輯確認後，則會以0.33毫米的2H鉛筆緩慢描繪角色輪廓，過程便會花費整個原稿製作的半數以上時間。其中因為不擅長直接描繪對稱的臉部，松本智樹往往必須借助大量的輔助線協助構圖。然而當同一個畫面中存在多名角色時，有時他便無法確認每條輔助線的用途，這使他常認為自己仍然練習不足。
完成輪廓線稿後，則是分別在短時間內使用學生筆尖沾水筆重描線稿，同時增添背景。過程中只會使用學生筆尖的松本智樹，經常因過於用力描繪而導致手指不適。在完成線稿並以橡皮擦擦拭後，則是在個人電腦上整理修正檔案，並製作輸出用的檔案內容；其中包括塗黑、貼網點、效果音、製作手寫臺詞，並將個別完成的素材彙整，並為頭髮製作光影等。完成的原稿之後則會透過網際網路，交由史克威爾艾尼克斯的編輯整理。

### 故事設定

藍川絆初期的人物設定稿，右下角即為最初引起故事構想的草稿，多處地方都與後來有所差異。

《櫻花樹下的小惡魔》是松本智樹少數在故事完成前，便先行完成角色設計的作品。其中最早的草稿即為藍川絆的初期設計稿，不過許多地方與後來有所差異。在角色姓氏設計上，松本智樹少讓每個角色姓氏都是從「A」段音開始，這點後來亦有讀者發現。而之所以絆的姓氏為「藍川」，則是由於第1話的草稿原本計畫要在男性班級名單最上方，便有明確出現「藍川」兩個字的情節，不過最後該想法並未被採納。
其中松本智樹本人見解亦認為藍川絆為男性，並認為絆不曾對槙講出嚴重的謊言，因此希望讀者能相信自稱是男性的說法，不過也接受「只要作品中未出現確切證據就繼續維持性別不明」的論點。在絆的人物設計中，由於過去松本智樹也很少把角色設計成短髮，因此有許多過去未曾做過的嘗試。在漫畫內容和封面中，絆多是以穿著學校制服為主；而雖然松本智樹喜歡設計服飾，但也認為常常在這部分花費太多時間。
不過與絆相比，槙在初期設定稿部分則有更多修改。主要原因在於在繪製《櫻花樹下的小惡魔》第1話的第一頁時，嘗試描繪跟槙的初期設定不同的髮型時，意外喜歡上新的髮型設計而持續沿用，但有他也難以掌握槙的髮型。且由於沒有使用的理由，原先設定的本名「槙蒔人」並未出現在作品中，不過也因此其綽號也因為本名發音而被命名為「槙槙」。
花坂紫苑則是髮型較為難畫的角色，初期設計稿中還在側面增添兩條天線般的頭髮，原本設想的個性也比實際故事較為溫和。若草加奈在之後修改其髮型並減少胸部大小，不過基於個人喜好而維持金色捲髮。另外松本智樹還設想紫苑與加奈之前就讀的高級中學為「白綾目女子學院」，並為該所學校設計制服。不過在花坂紫苑和笹木野惠的人物名字中，都曾經分別發生過拼音標記錯誤的情況。
八乙女塔子由於是開始連載後不久便提出角色設計，使得後來印象與初期設定稿有所落差，包括眼神更為銳利。由於認為愛情喜劇的學生會會長並非一定要女性擔任，松本智樹設計出配戴眼鏡的男性學生會會長內藤克里斯，並認為一定要穿著白色制服與手套。神高絢子教師則是後來改為較成熟，且更具權威感。另外「私立綠乃丘高級中學」的複雜學校名稱則與松本智樹母校有部分關係，不過因為認為「MIDORINOOKA」的日文發音能夠適當縮減，所以將單行本背後的校徽在名稱部分改為「MIDORINOKA」。

## 雜誌連載

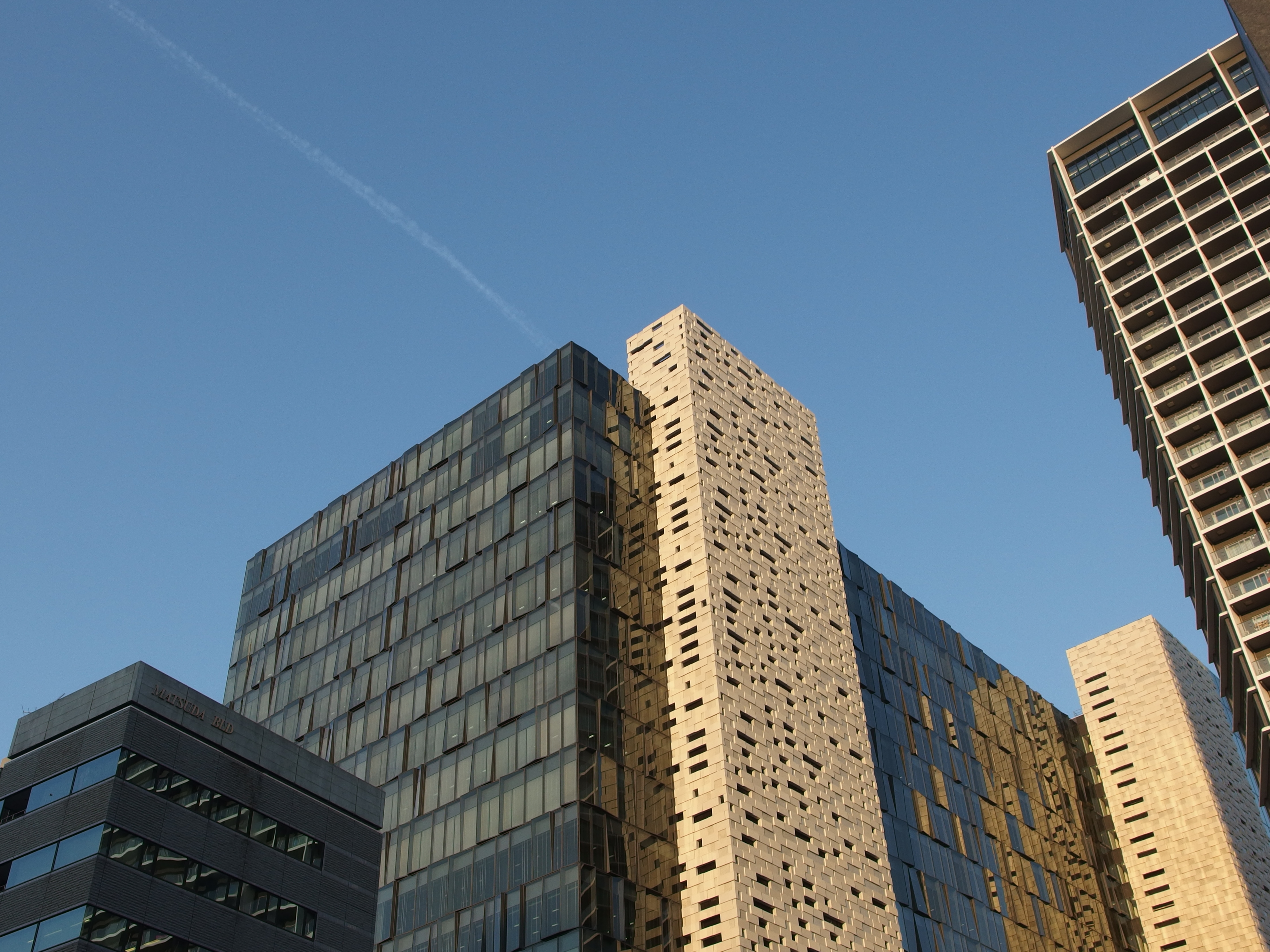
松本智樹在贏得史克威爾艾尼克斯漫畫大賞後，直到2009年才獲得《櫻花樹下的小惡魔》的連載，這也是他首部連載作品。

2008年2月22日，松本智樹以1話完結的單篇形式，在史克威爾艾尼克斯發行的《GANGAN POWERED》4月號上刊載《櫻花樹下的小惡魔》第1話；松本智樹對於能夠描繪自己的女裝角色感到非常滿足，不過當時他本人是在牙齒疼痛的情況下創作作品。原本在單篇漫畫刊載後，松本智樹還設想往後創作發展，並希望能提出戰鬥類型的漫畫。不過同年8月22日，松本智樹在於《GANGAN POWERED》10月號上刊載第2話的1話刊載版本。
不過之後《GANGAN POWERED》則是在2月21日決定停刊，原先在《GANGAN POWERED》上刊載的部分漫畫則轉到新創刊的《月刊GANGAN JOKER》發表。而當第2話刊載結束後，松本智樹則從編輯得知已經決定要連載《櫻花樹下的小惡魔》，並在同家出版社的《月刊GANGAN JOKER》上連載，對此他本人也感到驚訝。不過當時繪畫速度極慢的松本智樹，原本認為有機會在《GANGAN POWERED》採取隔月連載的方式持續創作，且自己對於是否具有能力以月刊節奏連載抱持懷疑態度。
儘管未曾準時遵循截稿日期限，在知悉作者繪畫速度極慢的責任編輯也承受極大壓力下，《櫻花樹下的小惡魔》最後仍然是從2009年4月22日開始連載，持續至2013年3月22日《月刊GANGAN JOKER》4月號，總共為期4年。而在連載期間，松本智樹並未因為習慣連載而增快創作速度，反而繪畫速度減慢且頁數逐漸減少，且仍然有拖欠原稿的情況。而在宣告作品完結後，松本智樹仍於2013年4月22日出版的《月刊GANGAN JOKER》5月號中，刊載發生於主要故事2年後的附錄漫畫。

## 出版書籍
2009年8月22日，史克威爾艾尼克斯出版《櫻花樹下的小惡魔》日文版單行本第一集。《櫻花樹下的小惡魔》第一集也是松本智樹個人第一本單行本，他本人認為單行本的質感不錯，但是有種奇特的感受；他也曾表示自己是在不知不覺下完成此事，且還能不合理地針對全部內容的極小細節進行修改，並提醒自己必須提高效率。另外儘管在第一集中並未意識到作品頁面的編排，特別是有關附錄內容的篇幅可能影響焦點；然而松本智樹自己則是非常重視這些附錄，因此仍會在時間允許下，盡可能調整行程以提供單行本額外的內容。
而在2013年8月22發行單行本最後一集後，《櫻花樹下的小惡魔》總共發行6本單行本。《櫻花樹下的小惡魔》的單行本也獲得部分外國出版社代理，其中由臺灣東立出版社代理繁體中文版，並在2011年7月25日出版第一集中文版本。而在2013年3月26日，法國太陽漫畫購買《櫻花樹下的小惡魔》系列作品的代理權，並在同年6月5日發行法文版本第一集。而為了紀念作品完結，太陽漫畫則推出兩種版本內容提供選擇。
| - 第1話：在櫻花飛舞中相遇的少女？ - 第2話：心跳加速☆只有男孩子的海水浴？ - 第3話：槙的小小抵抗？ | - 第4話：社團招生迎擊戰？ - 附錄頁 |

| - 第5話：女孩子的疑問？ - 第6話：槙同學的料理教室？ - 第7話：接近！夏季祭典的約會？ - 第8話：似曾相似的轉學生？ | - 第9話：學校怪談果然真的存在？（前篇） - 第10話：學校怪談果然真的存在？（後篇） - 附錄頁 |

| - 第11話：女孩子的戀·愛·話·題？ - 第12話：夏天的箱庭戰爭？（前篇） - 第13話：夏天的箱庭戰爭？（後篇） - 第14話：A班愉快的夥伴們？ - 第15話：理想的假情侶？（前篇） | - 第16話：理想的假情侶？（後篇） - 第17話：男高中生的日常生活？ - 特別篇 - 附錄頁 |

| - 第18話：坦率冷酷的班長？ - 第19話：綠乃丘高中學生會的實際狀況？ - 第20話：有人認識這隻貓嗎？ - 第21話：都是托受傷的福？ - 第22話：稱她為女朋友的理由？（前篇） | - 第23話：稱她為女朋友的理由？（中篇） - 第24話：稱她為女朋友的理由？（後篇） - 特別篇：笹木野家的姊弟 - 附錄頁 |

| - 第25話：少女的失·戀？ - 第26話：槙與藍川相對常見的日常？ - 第27話：反串女僕的大放送日？ - 第28話：在學生會辦公室中稍微提早開始的文化祭？ - 第29話：疾走！文化祭婚禮賽跑？（前篇） | - 第30話：疾走！文化祭婚禮賽跑？（後篇） - 第31話：綠乃丘奇妙的學生們？ - 第32話：綠乃丘的女畢業生史？ - 附錄頁 |

| - 特別篇：Trick and Treat？ - 第33話：藍川的那個秘密？ - 第34話：如果女裝少年來做社團經理的工作？ - 第35話：對藍川而言的首要理由？ - 第36話：AKFC的暗中活躍？ - 第37話：AKFC的變革？ | - 第38話：Girls·Girls·Girls？ - 第39話：大家的聖誕派對？前篇 - 第40話：大家的聖誕派對？後篇 - 第41話：兩人的聖誕派對？ - 最終話：在櫻花飛舞中相遇—— - 後日談：櫻花樹下的男孩！ |

## 廣播劇

《櫻花樹下的小惡魔》的廣播劇CD封面。

2009年底，史克威爾艾尼克斯所出版的《月刊GANGAN JOKER》，宣布旗下的四大人氣作品《櫻花樹下的小惡魔》、《黃昏乙女×失憶幽靈》、《病嬌彼女》和《哇！》將會共同製作廣播劇的計畫，而一開始松本智樹對此則表示難以想像。2010年2月，《月刊GANGAN JOKER》上發表廣播劇企畫的更多內容，特別是提到有關《櫻花樹下的小惡魔》的配音員組成，並開放亞馬遜公司預定。
其中在《櫻花樹下的小惡魔》廣播劇配音員部分，男主角槙由曾經為《灼眼的夏娜》主角坂井悠二、《零之使魔》主角平賀才人配音的日野聰擔任。而設定上為偽娘的藍川絆，則由知名音樂組合fripSide第二代主唱南條愛乃擔任，後者也曾以其溫潤聲線演繹過《初音島》的月島小戀、《CANAAN》的大澤瑪利亞等角色。經常與槙作對的的女同學花坂紫苑則由聲線較為高傲霸道的生天目仁美負責配音。
2010年4月23日，《櫻花樹下的小惡魔》的同名廣播劇CD正式發售，編號為「FCCC-0175」。與此同時，史克威爾艾尼克斯也安排在《月刊GANGAN JOKER》網站上提供廣播劇試聽。在廣播劇中則是分成三個部分，分別為「在櫻花飛舞中相遇的少女？」（桜舞う中で出会った少女？）、「槙同學的料理教室？」（槙くんのお料理教室？）及「似曾相似的轉學生？」（デジャヴな编入生？）。

## 其他媒體
史克威爾艾尼克斯曾安排在《櫻花樹下的小惡魔》獲得連載後，於其他自己經營的出版媒體上發表相關內容，包括在同樣於2009年4月22日發行的漫畫選集《女裝少年Anthology》上，便收錄有《櫻花樹下的小惡魔》外傳1.5話的內容。不過松本智樹認為在作品設定上，並非是基於1.5話的數字編排；當中外傳的時間發生點在開學典禮後的1個禮拜，而原本第1話提及的故事時間則是開學典禮後的1個月，因此外傳時間還比第1話還要來得早。另外松本智樹還曾設想這話的標題為「震撼的第二次接觸？」。
另外史克威爾艾尼克斯也在同年4月22日，於《GANGAN ONLINE》上刊載《櫻花樹下的小惡魔》第1話和第2話的短篇作品內容，藉此回憶過去作品和新連載的關聯，不過松本智樹曾表示自己因為網際網路速度過慢而難以開啟內容。到了同年5月20日至6月20日期間，史克威爾艾尼克斯轉而將《月刊GANGAN JOKER》創刊號的內容提供在網際網路上免費閱讀，當中也包括《櫻花樹下的小惡魔》。

## 相關評價

### 人物形象
Planete BD作者福斯蒂娜·利拉（Faustine Lillaz）認為在《櫻花樹下的小惡魔》的人物關係上，可形容為甫剛上高中的槙愛上一名很可愛的女孩，但後者自稱是自己其實是男性。okazu作家Tomo K.同樣形容「漫畫發展為高中男孩遇見女孩，但女孩原來是偽娘（一名男性外表和行為完全像是女性）」。YOzone作者Florence B.則認為這樣的安排極具諷刺意義，其中學校最受歡迎的男性槙，反而喜歡上不是女性的男性。不過Florence B.指出雖然槙和絆兩人經常打鬧，但由於絆都是穿著女性服飾，這使得讀者難以想像實際上是兩名男性的相處方式。
福斯蒂娜還認為《櫻花樹下的小惡魔》就像《變奏家族》或《同居非男孩》，絆在故事中的性別分類模糊；雖然他自稱自己不是女性，但又常常會出現引人懷疑的舉動，他甚至要求槙選擇自己的性別。她並則認為故事顯示出槙在自己感情部分的掙扎，最後他同意自己可以與絆共同遊玩。Florence B.則表示自己最初也很難決定應該用何種立場審視絆的角色，不過最後他考量作品中提到的在感情關係上的性別，而應該把身穿女性服飾的絆視為女性看待。
福斯蒂娜一開始認為轉學生紫苑並並未增加新的劇情，而Florence B.則是聯想到其與實際上完全相反的絆對應。不過前紫苑前女友加奈轉學至同所高中後，則有更多機會知道兩名女孩和槙的過去。同時她認為雖然是內藤和八乙女因為不同理由與槙和絆會面，但由於兩人非常奇怪的行為，使得情境略顯牽強。相對地，Florence B.則對於八乙女和加奈的設計感到失望，認為作者是在類似的人物造型上做出調整；其中他指出在沒有任何關係下，兩者與絆具有相同的特徵，僅在頭髮髮型上有所差異。

### 作品呈現
Florence B.認為《櫻花樹下的小惡魔》的角色的經過精心描繪，具有滑稽和表現力等特色；但是他對於人物臉部缺乏鼻子這件事情有所不滿，不過也認為並不影響讀者仔細閱讀當中的豐富內容。同時他也指出數個特點，包括透過相似的連續構圖，使得讀者更能夠投入槙面對絆的惡作劇挑逗的情緒反應。同時也會努力讓槙在得以有帥氣動作時，能夠表現成如絆的男朋友般。福斯蒂娜認為角色可愛且具有表現力和魅力，也會適當加入服裝等帶來樂趣的殺必死內容。
另外Florence B.還表示喜歡前幾集《櫻花樹下的小惡魔》中，以絆為主角的封面設計，但也對於第四集中將絆和槙安排在一起的設計表示滿意。而在評論第六集的封面時，對於兩人出現在大樹底下的畫面，他則猜想該棵大樹呼應漫畫的標題而應該是櫻花樹，並認為整部作品以非常浪漫的一幕完結，並能設想有個完美結局。

### 故事情節
Florence B.認為第一集結合許多幽默元素，讀者會因絆無法預測的行為及槙的反應而開懷大笑。福斯蒂娜·利拉同樣認為故事總體風格不錯且不嚴肅，其中有許多非常搞笑的幽默情節，包括誇張的表情、絆的惡作劇內容、同學的描繪、與主角的有趣回應等。對此她認為第一集有效整合幽默和殺必死內容，而帶來是意外的驚喜。而Florence B.認為雖然第二集的有趣程度未能和第一集相比，但是仍然讚賞其中的故事轉折，並認為仍能維持讀者的興趣。
相對地，福斯蒂娜則明確表示對於第二集則感到失望，儘管仍然有著活潑的故事、俏皮的氛圍和好看的設計，但她認為每個獨立章節內容並沒有實際讓故事有所發展；且因為很多事件大多圍繞在絆的性別與挑逗行為上，使得情節元素不足而逐漸單調無聊。不過在第三集則稍微推進主要故事進展，並表現出人物的情感發展；但部分故事仍然維持既有的幽默感，亦合理地提供必殺死服務。由於有效平衡情緒劇情的加入，並維持故事節奏與娛樂效果，這讓福斯蒂娜對於第三集極為讚賞。
Florence B.則認為第三集加入許多後面需要解答的內容，同時肯定槙和絆的組合仍然有發展空間。而在第四集中，福斯蒂娜認為加入許多新人物與有趣情節，除了持續延續故事發展外，同時也保留幽默與殺必死內容。她並認為雖然基本風格比較多愁善感，但亦能夠有效搭配劇情發展而感到適宜。Florence B.也指出自己喜歡第四集的內容，其中前半部增加面無表情的八乙女和獨特作為的內藤等角色，因此有許多趣味內容；但後半段則因為提及女同性戀要求家庭接受戀愛一事而較為嚴肅，並能夠引起讀者的反思。
不同於第四集的正面評價，她則認為第五集在人物發展和故事進展完全停滯，在戀情發展部分並沒有事情改變或新增東西。不過由於明朗的故事進展、搞笑的人物及有趣的元素，使得內容並不無聊。絕大份故事推展則是以有趣和些許感傷的方式，安排在最後一集，故事焦點放在絆的性別模糊及與槙的關係上。一方面許多學生持續懷疑絆的性別問題，另一方面槙對於兩人關係也難以掌握。前者雖然並非真的爭論，卻引發許多學生展開行動，且隨著情勢緊張而為角色與互動帶來樂趣，福斯蒂娜則表示自己喜歡讀完後面帶微笑地接受結局發展。

### 關係描寫
Tomo K.認為槙確實在享受與絆相處的時間，但前者不能夠確定是因為絆為最要好的朋友，或是因為他將絆視為一名女孩看待。雖然絆在高中裡也廣受歡迎，除了能夠向女性解釋男性心思外，也成為許多男性的偶像。然而絆卻特別在意槙的舉動，經常會以各種理由挑逗槙，甚至詢問是否要檢查真實性別，這讓Florence B.最初便認為可能單純是遊戲關係、或是發展出真摯的感情因素。不過他也認為兩人將是具有特色的組合，尤其是後來可能探討到是否交往等部分。
到了第二集時，Florence B.表示讀者會繼續懷疑絆的性別，同時由於槙的行為始終像是白馬王子，這亦讓人想知道他是不是最後將愛上絆。而雖然槙不承認自己喜歡上絆，但確確實時受到他的吸引。而到了第三集時，槙和絆的感情隨著時間而有所成長，雖然並未發展成為交往形式，但兩人開始表達自己對於對方的感受，絆的性別也不再成為問題。Tomo K.則表示隨著作品中提到紫苑和加奈間的戀愛經歷，使他也跟著期待槙和絆的關係發展。
Florence B.則認為在第六集的萬聖節章節中，則是提供非常豐富的事件和資訊。其中絆身旁的同學都對於槙的作為表示訝異，甚至要求做出洽當的解釋。Florence B.認為在此已經顯現出絆真實的性別認同身分及性傾向，同時他也與槙之間已經發展出極為親密的關係。故事後半段，絆仍然是等待槙的回應，而在「後日談」中則是提及兩人共同生活，但是絆仍然會不時捉弄槙。

## 外部連結
- http://www.jp.square-enix.com/magazine/joker/series/puranasu/index.html （页面存档备份，存于）（日語）
- WHITE ARTS （页面存档备份，存于）